# Valdelaguna
Valdelaguna es un municipio y localidad española de la Comunidad de Madrid. El término municipal, ubicado en las comarcas de Las Vegas y de la Alcarria de Chinchón, tiene una población de 1094 habitantes (INE 2024).

## Geografía
La localidad está situada a una distancia de 49 km de la capital.  El municipio limita con los de Chinchón, Belmonte de Tajo, Villarejo de Salvanés, Perales de Tajuña, Morata de Tajuña y Colmenar de Oreja. Abarca una extensión de 41,89 km², tiene una altitud media de 702 m s. n. m. y cuenta con una población de 1094 habitantes (INE 2024).

## Historia
En el primer registro documental del municipio, fechado el 4 de febrero de 1156, Alfonso VII dona a la iglesia de San Ginés de Madrid y a su prior la villa de Salvanés (Villarejo de Salvanés), concediéndoles derecho señorial sobre el territorio en el que se incluía entre otros el término de Val de la Laguna. Más tarde, en 1190, aparece integrado en la Comunidad de ciudad y tierra de Segovia, en el Sexmo de Valdemoro. En 1480 los Reyes Católicos incluyen este sexmo en el señorío de Chinchón. El municipio permanecerá vinculado a este señorío más tarde, cuando sea convertido en Condado de Chinchón.
Valdelaguna aparece en las Relaciones Topográficas de Felipe II de 1576 donde queda registrada la existencia de la laguna que da nombre al pueblo:

en el camino real de Valdelaguna a Perales hay un prado y en él un manadero muy bueno de agua, donde se hace una laguna que en invierno corre hasta el río Tajuña

En estas mismas Relaciones Topográficas se dice que el pueblo cuenta con 98 casas y 100-103 vecinos. Se citan cinco ermitas: San Esteban, la más antigua, San Sebastián y San Roque erigidas con motivo de epidemias y pestilencias, la Magdalena, a media legua de la villa, junto al Tajuña, donde acostumbraban a acudir en procesión las letanías, y la de Santo Toribio, para que no le faltara agua a la villa, la única que queda en pie, integrada en el cementerio municipal. 
Existen documentos en los que se relata el saqueo que sufrió el pueblo en la guerra de Sucesión por las tropas del Archiduque Carlos, en el que se destruyó el archivo que la villa poseía. En 1785 cuando se contesta el cuestionario enviado por el Cardenal Lorenzana la población tiene 361 habitantes y, además de la agricultura, aparecen algunos telares de lienzo común de cáñamo, lo que significa la aparición del gremio de artesanos.
En el siglo XIX, con la supresión de mayorazgos y la división en provincias de 1833, el municipio queda integrado en la provincia de Madrid y pasa de depender del Condado de Chinchón al partido judicial del mismo nombre. A mediados del siglo XIX, la villa tenía contabilizada una población de 464 habitantes. Aparece descrita en el decimoquinto volumen del Diccionario geográfico-estadístico-histórico de España y sus posesiones de Ultramar de Pascual Madoz de la siguiente manera:

VALDELAGUNA: v. con ayunt. de la prov. y aud. terr. de Madrid (6 les.), part. jud. de Chinchon (1), c. g. de Castilla la Nueva, dióc de Toledo (11). sit. en una hondonada; la circundan cerros por N., S. y O.; está combatida por el viento E., y su clima es templado, padeciéndose por lo comun tercianas Tiene 90 casas inferiores; una plaza de 30 varas en cuadro; casa de ayunt., cárcel, escuela de instruccion primaria comun á ambos sexos, dotada con 1,800 reales; 2 fuentes de buenas aguas y una igl. parr. (la Asuncion) con curato de entrada y de provision ordinaria; en los afueras se encuentra una ermita, Sto. Toribio, pequeña y ruinosa, y el cementerio que no perjudica la salud pública. Confina el térm.: N. Perales de Tajuña; E. Villarejo de Salvanés y Belmente de Tajo; S. Colmenar de Oreja y Chinchon, y O. Morata; comprende 3,000 obradas de tierra; un pequeño monte poco poblado; algun olivar y bastante viñedo; le cruza un caz que recibe las aguas de una pequeña vega que está al N. del pueblo, y se dirige al r. Tajuña, marchando en la misma direccion; sus aguas se utilizan para el riego de 100 fan. de tierra. El terreno es flojo, pedregoso y de poca miga. caminos: de herradura que dirigen á los pueblos limítrofes. El correo se recibe en la cab. del part. por balijero tres veces á la semana. prod.: trigo, cebada, aceituna y vivo; mantiene ganado lanar y vacuno, y cria caza de perdices y liebres. pobl.: 96 vec., 464 alm. cap. prod.: 2.663,010. rs. imp.: 146,943. contr.: 9'65 por 100.
(Madoz, 1849, p. 276)

Con el siglo XX continua el aumento demográfico de la población. Durante la guerra civil la iglesia es saqueada y el pueblo acoge a refugiados provenientes de la capital y de pueblos cercanos al frente como Morata de Tajuña. En 1960 se censan 946 habitantes, cifra que no se supera hasta 2020. La influencia del crecimiento de Madrid y el fenómeno de la burbuja inmobiliaria en España, han significado un importante desarrollo urbanístico y de infraestructuras, en detrimento del entorno natural y el patrimonio cultural del municipio.
En Valdelaguna nacieron el V.P. Miguel de la Fuente, escritor místico del siglo XVI, el pintor del siglo XIX Ventura Miera y en 1911 el cineasta Antonio del Amo, director entre otras de las populares películas de Joselito.

## Demografía
Cuenta con una población de 1094 habitantes (INE 2024).
| Gráfica de evolución demográfica de Valdelaguna entre 1842 y 2021                                                     |
| |
| Población de derecho según los censos de población del INE. Población de hecho según los censos de población del INE. |

## Economía
La agricultura y la ganadería aún están presentes en la economía del municipio, encontrando una explotación ovina y cultivos de vid y olivo fundamentalmente. La presencia del cereal y de cultivos como maíz y girasol es marginal. Existen canteras de piedra caliza y de yeso, pero aun así el desarrollo del sector industrial no es especialmente relevante en el municipio. Producción de queso de oveja (De Gigorro) y vino (Bodegas Pablo Morate) por empresas familiares. El fenómeno de la construcción está presente dada la cercanía de Madrid. Esto supone un mayor dinamismo en la actividad económica con la creación de nuevos puestos de trabajo aunque la mayoría de los nuevos habitantes han de desplazarse para trabajar. También se han establecido en los últimos años un gran número de alojamientos rurales. Bares y tiendas de artículos de primera necesidad completan el panorama del sector económico de Valdelaguna.

## Transportes
Dos líneas de autobús prestan servicio al municipio teniendo una de ellas la cabecera en la estación de Conde de Casal.
| Línea | Recorrido                                        |
| ----- | ------------------------------------------------ |
| 337   | Madrid (Conde de Casal) - Chinchón - Valdelaguna |
| 430   | Aranjuez – Villarejo de Salvanés                 |

## Educación
En Valdelaguna hay una guardería y un colegio público.

## Patrimonio
El casco urbano cuenta con construcciones tradicionales de piedra, barro y yeso, que proporcionan una agradable vista, de tonalidad blanca en todo el conjunto casas encaladas, así como las cuestas que recorren las laderas donde se ubica el pueblo, las empinadas calles de este municipio, su monte de encinas y pinos en contraste con su fértil vega, conforman un paisaje digno de apreciar. 
Cabe destacar además, los variados lugares de interés que ofrece este singular municipio.
- Iglesia de Nuestra Señora de la Asunción: templo de planta irregular construido en distintas fases entre los siglos XIII y XXI. Fue saqueada durante la guerra civil lo que supuso la pérdida total de los bienes muebles conservados hasta entonces. Actualmente lo más interesante del conjunto son las pinturas del ábside, datadas en el siglo XV,[7] que constituyen un caso excepcional de mural hispanoflamenco de la Comunidad de Madrid.

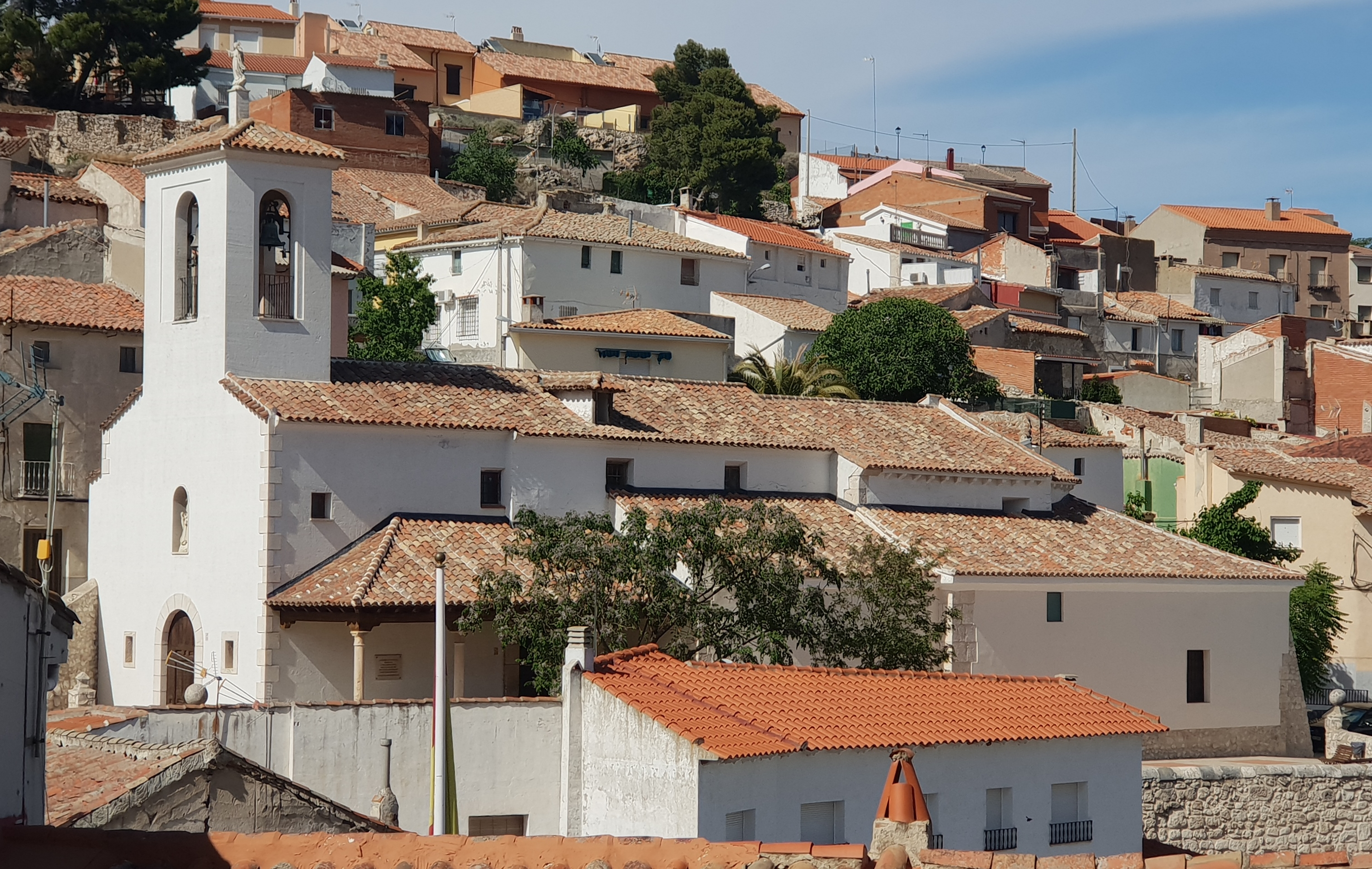

- Casa del Cura: llamada así ya que actualmente es la casa rectoral. Edificio de mampostería con zócalo, esquinas y recercados de sillares y cornisa escalonada de ladrillos datado en el siglo XVII. Su interés se centra en la portada compuesta por un arco de medio punto con sillares de llagas remarcadas rematado por un frontón triangular con bolas herrerianas en sus vértices. El blasón de la clave del arco da testimonio del origen del linaje Quiñones de Benavente[8][9] en esta villa. El edificio alberga un archivo con documentos que se remontan al siglo XV, de gran interés para el estudio de la historia del municipio. Es tradición que la casa perteneció a Manuel Godoy, aunque no existe documentación que lo demuestre.
- Casa Grande: edificio construido en distintas fases en torno a un patio central sobre un desnivel, de modo que una de sus fachadas presenta una gran altura sobre el caserío, esta fachada es de mampostería con sillares en las esquinas y el zócalo. En el patio, de dos alturas, observamos vigas de madera con zapatas insertadas en el muro, que en origen podrían haber conformado soportales y galerías a modo de corrala. Existen varias hipótesis sobre el origen del edificio aunque ninguna de ellas está probada documentalmente: podría tratarse del hospicio que existía en la villa según las Relaciones topográficas de Felipe II o de las caballerías de la Casa del Cura como es tradición en el pueblo. En el Catastro de Ensenada se cita una casa "alta habitable", que habría de ser la Casa Grande, pues no cabe duda de que por el volumen y la altura del edificio, debía de ser el de mayor envergadura de la población. Fue reformado en 1739 según la inscripción en la clave del arco adintelado del acceso principal. Actualmente está ocupado por varias viviendas particulares. Aquí se puede visitar un encantador Museo del Vino.
- Antiguos lavaderos: o fuente arriba, recientemente desenterrada, cuenta con cuatro pilas, cada una para un uso determinado: para el abastecimiento de las personas, abrevadero de bestias, aclarado de ropa y lavado de ropa. Curioso el pequeño monumento sobre los caños construido durante la dictadura de Francisco Franco, donde encontramos el emblema de la Falange Española y de las JONS en piedra, rematado por un frontispicio en el que se lee "El trabajo dignifica a la mujer" y flanqueado por dos figuras femeninas, una con un cántaro y otra con un botijo.
- Plaza y ayuntamiento: obra de los arquitectos Víctor López Cotelo y Carlos Puente en 1986 que recibió recibió el premio del Colegio Oficial de Arquitectos de Madrid. Con esta intervención se mejoraron la instancia estética y las condiciones de uso de la plaza. Se niveló la ladera donde se encuentra y se ornamentó con piedra de la zona, pavimento enmorrillado y varios especímenes de cercis siliquastrum. El nuevo edificio del Ayuntamiento se divide en dos cuerpos de ladrillo al interior y mampostería al exterior con piedra del pueblo. Uno de los cuerpos, perfectamente integrado en la estructura urbana colindante, alberga las dependencias administrativas. El otro, de carácter emblemático, conforma una torre con un reloj y en él se ubica el salón de sesiones que, en una solución brillante, puede quedar completamente abierto en uno de sus flancos a un patio trasero.Casa consistorialCasa del árbol

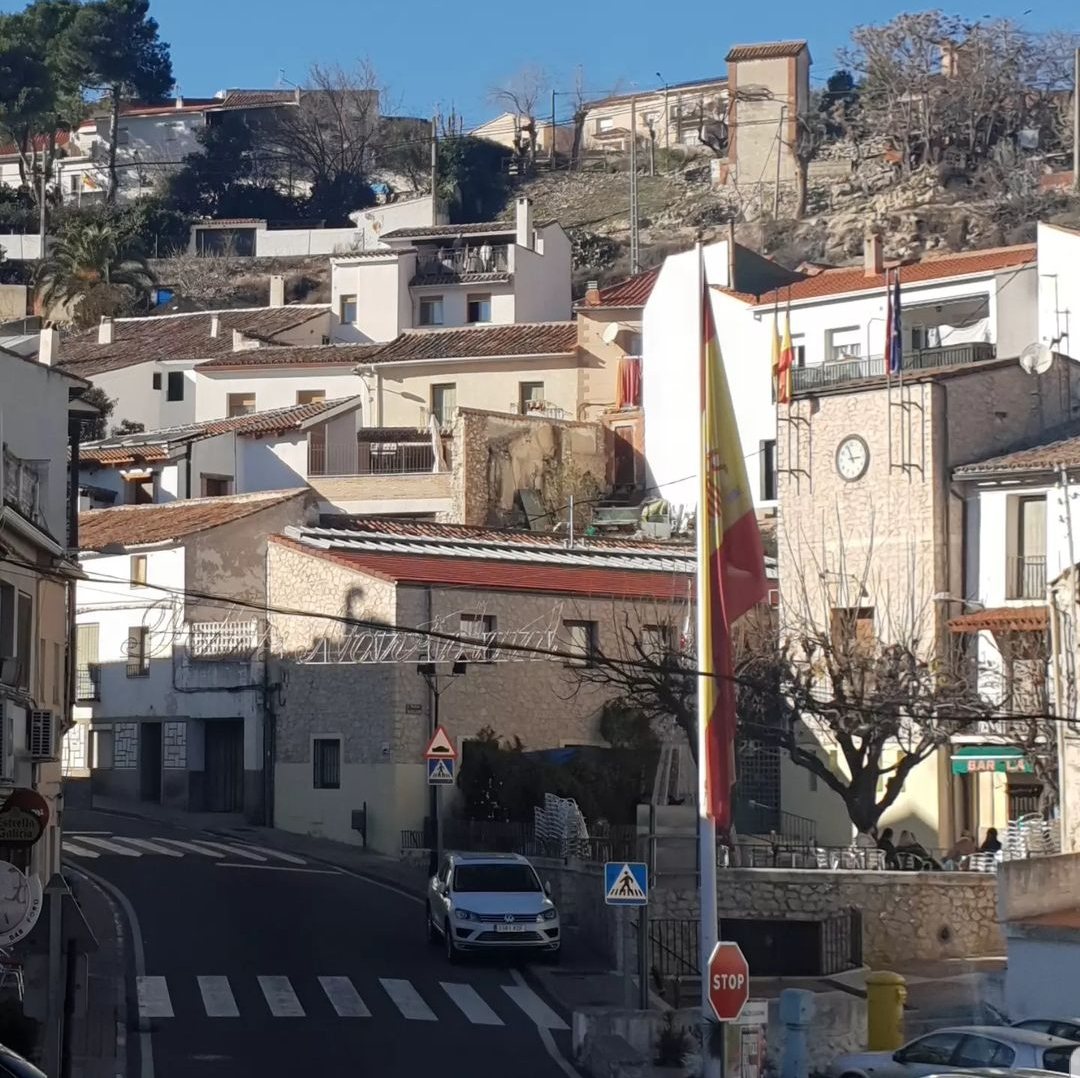
Casa consistorial

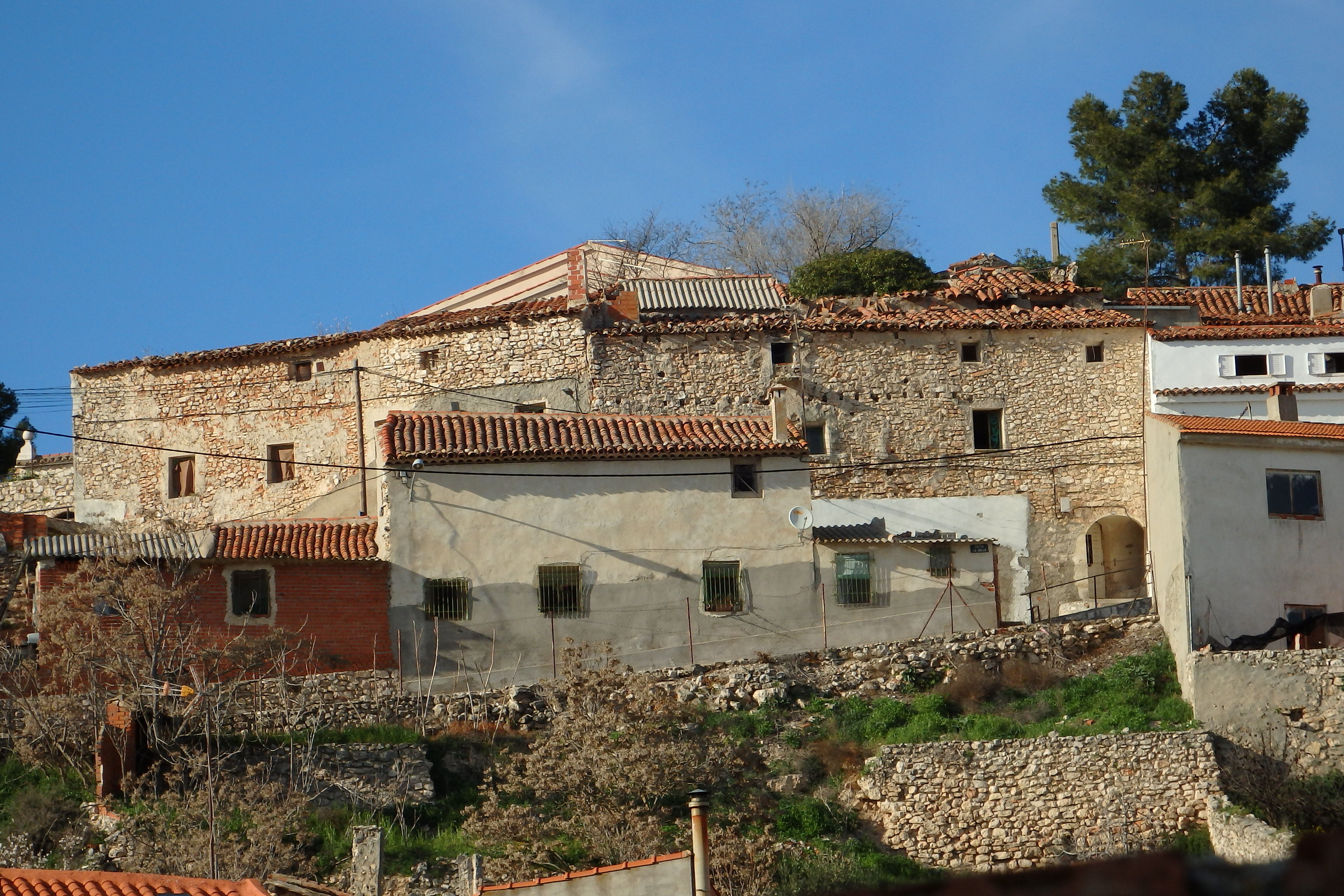
Casa del árbol

- Arquitectura tradicional:[10] aún se conservan interesantes construcciones en yeso y mampostería de piedra de caliza de la zona, con cubiertas de vigas de madera, cañizo y teja árabe, aplicada esta así mismo en característicos aleros. Se conservan también diversas bodegas y cuevas con tinajas de barro.[11] Diseminadas por el término existen construcciones de carácter agropecuario realizadas con piedra seca, como chozos, huertos, eras o dependencias para el ganado.

## Símbolos
En 1987 Investigaciones Heráldicas Agar, por encargo de la Corporación Municipal, concluyó que Valdelaguna nunca contó con escudo y bandera propios, encargándose del diseño del blasón y de la bandera, que fueron aprobados el 8 de junio de 1989 tras su publicación en el B.O.C.M. de 7 de julio de 1989.
En este escudo aparece a la izquierda el acueducto romano símbolo de la ciudad de Segovia, a cuya comunidad y tierra perteneció el pueblo durante la Edad Media. A la derecha aparece el símbolo del apellido de Andrés Cabrera, quien en 1480 recibe de los Reyes Católicos el señorío de Chinchón y en el que se incluye entonces Valdelaguna. El tercer elemento, en la parte inferior y de carácter geográfico, hace alusión al terreno quebrado del municipio y a la laguna que le da nombre, documentada hasta el siglo XVI. Como remate la corona real. La bandera amarilla con el blasón en el centro, recoge el color predominante del escudo.

## Leyendas
- La peña huevera: existen ciertas variantes sobre esta historia que se cuenta en el pueblo desde tiempo inmemorial, pero todas coinciden en algunos rasgos esenciales que se han tratado de recoger aquí. En el camino que va al cementerio hay una ladera particularmente rocosa y, en lo alto, se destaca una peña. En cierta ocasión, un vecino que pasaba por allí escuchó un peculiar quejido proveniente de dicha peña que sonaba algo así como “bur bur”, de lo cual coligió el paisano que se trataba de la Virgen María que, atrapada en la roca, amenazaba con marcharse a Burgos si no le ayudaban a salir. De vuelta al pueblo contó el buen hombre la historia a sus convecinos y estos no dudaron en la necesidad de liberar a la Virgen, para lo cual pensaron que lo mejor era echar abajo la peña lanzando piedras. Cuando estaban afanados en la tarea se cayó en la cuenta de que se corría el riesgo de hacer daño a la Virgen mediante este sistema y se propuso llevar a cabo su liberación usando huevos en vez de piedras. Tantos huevos se lanzaron que se cuenta que se formó un caudal con las yemas y las claras vertidas en el que incluso se ahogaron dos bueyes que por allí pasaban tirando de una carreta. En este estado de cosas, por una rendija de la peña salió volando una abubilla cuyo característico trino, que sonaba algo así como “bur bur”, desveló a los allí presentes la verdadera proveniencia del quejido que salió de la piedra. Desde entonces los habitantes de Valdelaguna se conocen como abubillos y a la peña donde ocurrió todo, que aún se alza vigilando el camino del cementerio, se la denomina Peña huevera.
- La cueva Mari Cantar:en uno de los márgenes de la veguilla que abastece de verduras y hortalizas la población y donde probablemente estuvo ubicada la laguna que da nombre al pueblo, se alza un modesto cantil de yeso en el que se perciben restos de una cueva relacionada con otras similares de la zona, como el conocido Risco de las cuevas, entre Tielmes y Perales de Tajuña. Es tradición que esta cueva sobre la vega es lo que queda de un palacio árabe que fue echado abajo por sus moradores al huir estos despavoridos ante la llegada de los cristianos y que, con la prisa, se quedó atrapada dentro una princesa. Todas las noches de San Juan esta princesa sale a la entrada de la cueva y peina su melena mientras canta las glorias de España, y es de este canto de mujer de donde proviene el nombre de Mari Cantar con el que se conoce la cueva en el pueblo.

## Fiestas
- San Antón (17 de enero)
- Santo Toribio de Liébana (16 de abril)
- Virgen del Carmen (16 de julio)
- Virgen de la Blanca (8 de septiembre)